# 深圳市急救中心
深圳市急救中心位于中華人民共和國廣東省深圳市福田区香蜜湖街道安托山一路。1993年筹建，1997年11月4日正式运行。該中心主要負責調度和管理深圳市的急救設施，以及急救宣傳教育等。